# Comuna Mala Pobianka, Dunaiivți
Mala Pobianka (în ucraineană Мала Побіянка) este o comună în raionul Dunaiivți, regiunea Hmelnîțkîi, Ucraina, formată din satele Mala Pobianka (reședința), Prîtulivka și Zaholosna.

## Demografie
Componența lingvistică a comunei Mala Pobianka
     Ucraineană (98,66%)
     Rusă (1,1%)
     Alte limbi (0,12%)
Conform recensământului din 2001, majoritatea populației comunei Mala Pobianka era vorbitoare de ucraineană (98,66%), existând în minoritate și vorbitori de rusă (1,1%).